# Takeo Kawamura (baseball)
Pour les articles homonymes, voir Takeo Kawamura.
Takeo Kawamura est un joueur de baseball japonais né le 30 avril 1972 à Yamato (Kanagawa).

## Biographie
Takeo Kawamura participe aux Jeux olympiques d'été de 1996 à Atlanta et remporte la médaille d'argent.